# FK Velbazjd Kjoestendil
FK Velbazjd Kjoestendil (Bulgaars: ФК Велбъжд Кюстендил) was een Bulgaarse voetbalclub uit Kjoestendil.
De club werd opgericht als Borislav Kjoestendil. Borislav nam in 1932/33 deel aan het kampioenschap dat toen nog in bekervorm afgewerkt werd. Borislav haalde de tweede ronde maar werd uitgeschakeld door Levski Sofia (9-1). Deze score kreeg het in 1933/34 opnieuw om de oren, dit keer van Slavia Sofia. 
Na de oorlog werden verschillende clubs opgericht in de stad. Onder hen Tsjerveno zname Kjoestendil dat in 1953 promotie naar de hoogste klasse kon afdwingen. De club kon er echter niet standhouden. In 1956 fuseerde de club met andere tweedeklasser Spartak tot Levski Kjoestendil. De club speelde van 1960 tot 1981, met uitzondering van seizoen 1972/73 in de tweede klasse.  In 1970 werd de naam Velbazjd aangenomen. In 1989 keerde de club terug naar de tweede klasse. Na degradatie in 1992 keerde de club twee jaar later terug en stootte meteen door naar de hoogste klasse, intussen terug onder de naam Levski Kjoestendil. 
Na enkele plaatsen in de middenmoot werd de club derde in 1998/99. Na dit seizoen werd de naam Velbazjd aangenomen. De derde plaats werd nog twee keer behaald. Voor seizoen 2001/02 fusioneerde de club met Lokomotiv Plovdiv die de plaats van de club overnaam in de hoogste klasse. De club speelde nog van 2006 tot 2008 in de tweede klasse.
In 2017 degradeerde de club uit de derde klasse, maar keerde na één seizoen toe, echter volgde er opnieuw een degradatie. 

## Kjoestendil in Europa
- 1R = eerste ronde
- 2R = tweede ronde

| Seizoen | Competitie    | Ronde | Land              | Club          | Score    |
| ------- | ------------- | ----- | ----------------- | ------------- | -------- |
| 2000    | Intertoto Cup | 1R    | Vlag van Ierland  | UC Dublin     | 3-3, 0-0 |
|         |               | 2R    | Vlag van Tsjechië | Sigma Olomouc | 2-0, 0-8 |